# Intelligent Dance Music
Intelligent Dance Music (IDM) ist eine Genrebezeichnung in der elektronischen Musik. Der Begriff ist relativ unscharf und steht nicht für ein einzelnes Genre, sondern für verschiedene Stile elektronischer Musik. IDM kann man grob als Schnittmenge von unterschiedlichen Einflüssen wie Techno, Breakbeat, Drum and Bass, Industrial, Ambient, Clicks & Cuts, Indietronica und Musique concrète bezeichnen. Merkmale der Musik sind das Erforschen und Einsetzen ungewohnter Klänge, bspw. mittels übersteuerter Modulationsfrequenzen bei verwendeten Soundeffekten wie Flanger, Vibrato, Glitch oder Distortion sowie rhythmische und melodiöse Komplexität.

## Definition
Der Begriff wurde zuerst in den 1990er Jahren vor allem im englischen Sprachraum zur Klassifizierung innovativer elektronischer Musik verwendet. Der Begriff soll vor allem ein Hinweis darauf sein, dass vom Hörer Intelligenz gefordert wird, womit gemeint ist, dass die Musik nach normalen Popmusik-Maßstäben schwer zugänglich ist.
Der Begriff ist umstritten, da er ähnlich wie die Unterscheidung zwischen E- und U-Musik impliziere, dass andere Spielarten elektronischer Tanzmusik für weniger intelligentes Publikum bestimmt seien. Die Gegenposition zu dieser These besagt, dass es sich bei anderen Spielarten elektronischer Musik ohne Zweifel um weniger komplexe Musik handle und die Bezeichnung IDM sich auf die Produzenten und nicht auf das Publikum beziehe. Die Klassifizierung als Dance Music soll zwar auf die elektronische Produktionsweise hinweisen, wirkt jedoch weitestgehend unpassend, da ein „Tanzen“ im herkömmlichen Sinne meist nicht möglich und auch häufig nicht als Hauptzweck der Musik vorgesehen ist. Aus diesen Gründen ist er zunehmend vom Begriff Electronica – als Sammelbegriff für innovative elektronische Musik – verdrängt worden.

## Bedeutende Label
Die Entwicklung von IDM wurde maßgeblich vom britischen Label Warp Records beeinflusst, die besonders mit ihrer als Artificial Intelligence bezeichneten Compilation-Reihe das Genre auch einer breiteren Öffentlichkeit bekannt machten.
Weitere wichtige IDM-Label:
- City Centre Offices
- Clear
- Merck Records
- Mille Plateaux
- Morr Music
- n5MD
- Planet Mu
- Raster-Noton
- Rephlex Records
- Schematic
- Skam Records
- Sonig
- Toytronic
- Tympanik Audio
- Warp Records

## Einflussreiche Vertreter
- Aphex Twin
- Apparat
- Arovane
- Autechre
- Boards of Canada
- Carsten Nicolai
- Chris Clark („Clark“)
- Cylob
- Funkstörung
- Hecq
- Jackson and his Computer Band
- Kettel
- Leftfield
- Luke Vibert
- Matmos
- µ-Ziq
- Monolake
- Mouse on Mars
- Orbital
- Plaid
- Squarepusher
- The Orb
- The Future Sound of London
- Venetian Snares
- Wisp